# Paul Russo
Paul Russo (n. 10 aprilie 1914, Kenosha, Wisconsin, SUA – d. 13 februarie 1976, Clearwater, Florida, SUA) a fost un pilot de Formula 1. De-a lungul carierei a luat startul în 8 curse, niciuna din pole-position. Nu a câștigat nicio cursă și a terminat o singură dată pe podium, acumulând 8,5 puncte în întreaga activitate ca pilot de Formula 1.